# Owsky Kobalt

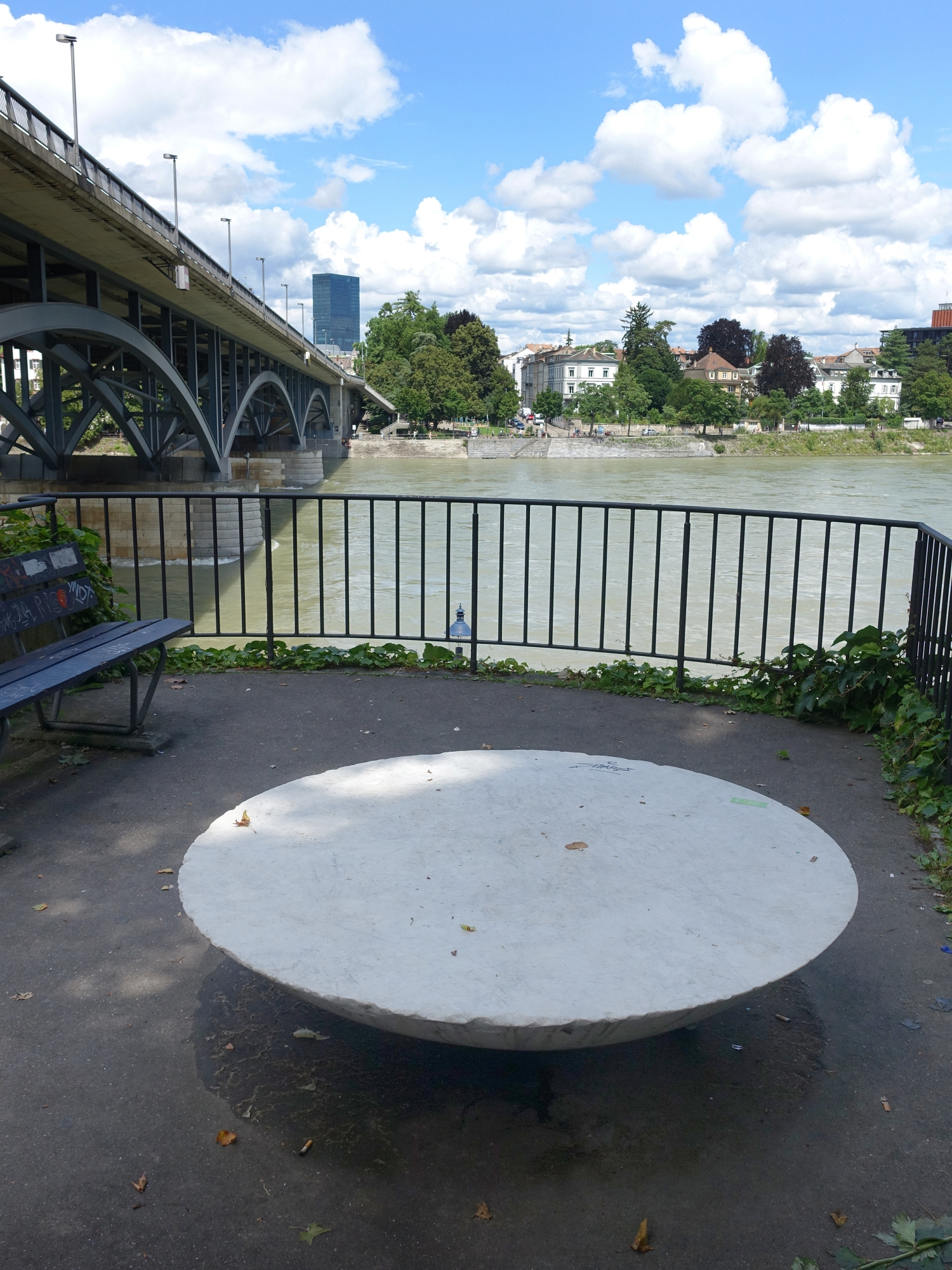
Objekt Perle (1989) von Owsky Kobalt. Neben der Wettsteinbrücke

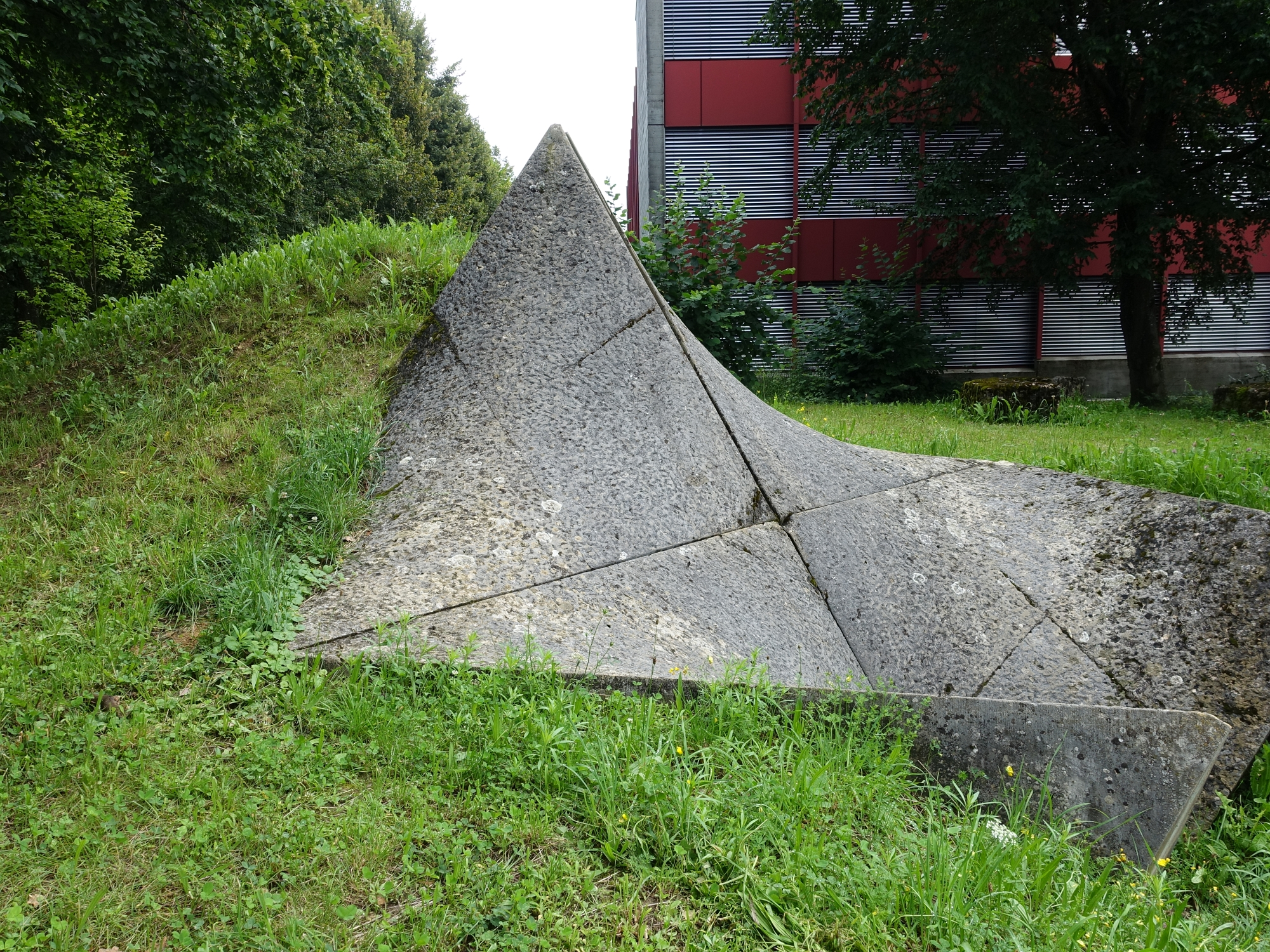
Begehbare Juralandschaft. Gymnasium Laufen

Owsky Joan Kobalt (* 3. November 1937 in Basel; † 17. April 2019 ebenda) war eine Schweizer Bildhauerin, Konzeptkünstlerin und Kunstpädagogin.

## Leben und Werk

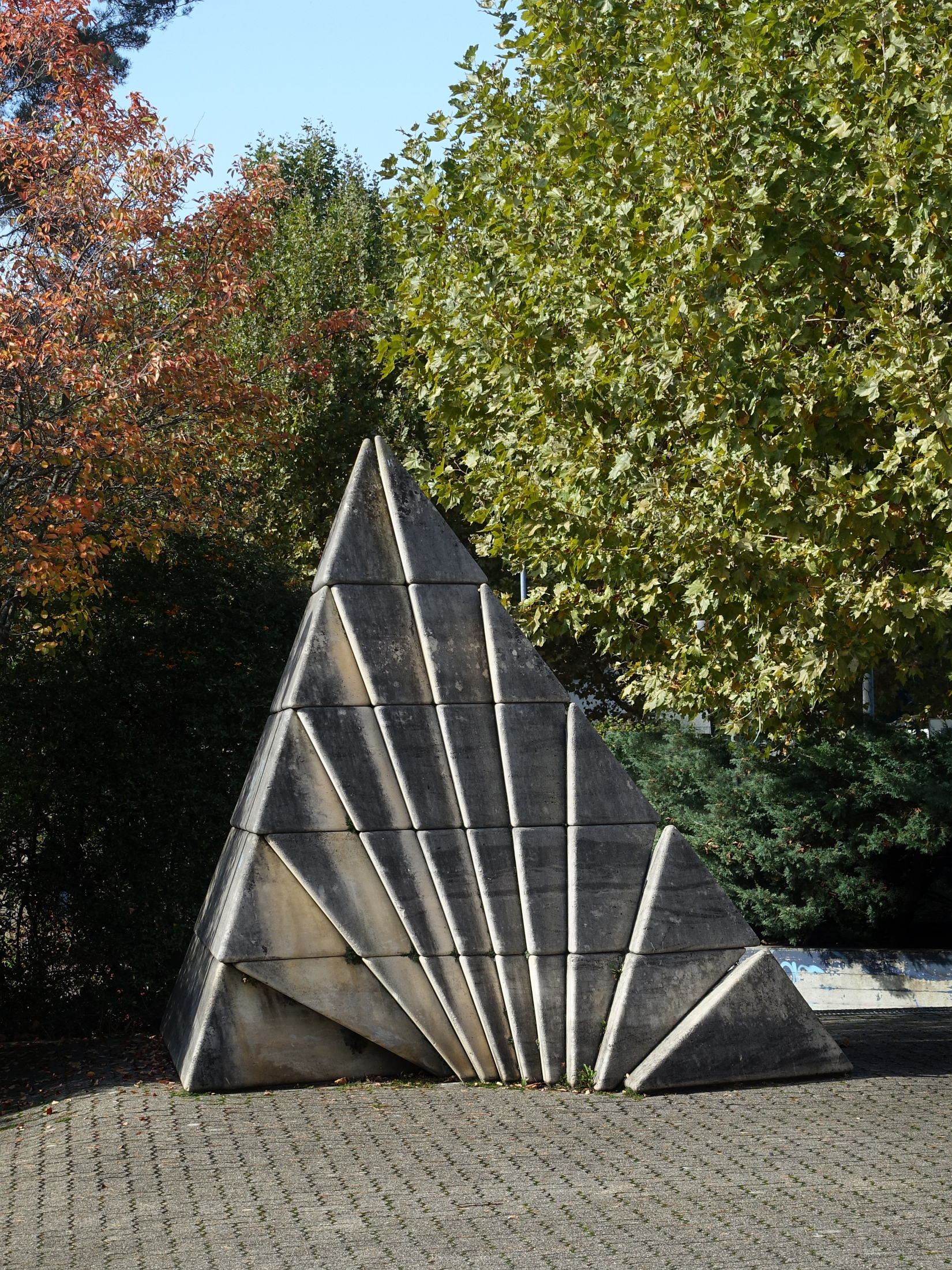
Steinplastik, Der Fächer, 1978 in Reinach

Owsky Kobalt liess sich am Kinderspital Basel zur Laborantin ausbilden und studierte anschliessend Malerei, Bildhauerei und Bühnenbild an der Schule für Gestaltung Basel. Ihre Lehrer waren u. a. Johannes Burla und Martin Alfred Christ. Das Behauen von Stein erlernte sie jedoch autodidaktisch. Ab 1966 lebte und arbeitete sie in dem von ihr entworfenen und grösstenteils selber gebauten Wohnatelier im Steinbruch Schachental bei Dittingen.
Kobalts künstlerisches Spektrum reicht von der Steinskulptur über die Objektkunst, die Konzeptkunst und die Kunst am Bau bis zur Umweltgestaltung. Sie erhielt 1974 ein Eidgenössisches Kunststipendium. Sie war Mitglied in der Kunstkommission des Kunstmuseums Base (bis 2009), in den Basler Sektionen der Gesellschaft Schweizerischer Maler, Bildhauer und Architekten (GSMBA) und der Gesellschaft schweizerischer Malerinnen, Bildhauerinnen und Kunstgewerblerinnen (GSMBK). Als Dozentin unterrichtete sie während 25 Jahren an der Schule für Gestaltung Basel. Ihre Werke sind im öffentlichen Raum in der Schweiz zu sehen und in öffentlichen Kunstsammlungen vertreten.
Kobalt war u. a. mit dem österreichischen Künstler Alfred Gruber und Agat Schaltenbrand befreundet. Als Letztere 2018 verstarb, vermachte sie in der Hoffnung auf die Gründung einer Nachlassstiftung Kobalt ihr Gesamtwerk. Owsky Kobalt engagierte sich zudem in der Tibetischen Studiengruppe Rabten Shaedrup Ling in Basel.

## Werke (Auswahl)
- Der Fächer in Reinach[3]
- Perle, Objekt in Basel-Stadt
- Friedhofbrunnen in Dittingen
- Chorgestaltung der St. Mauritiuskirche in Dornach
- Begehbare Juralandschaft, Gymnasium Laufen
- Spiel mit dem Pentagramm, Drei-, Fünf-, Zehneck neben der St. Jakobshalle, Basel